# Puente Genil Fútbol Club
El Salerm Cosmetics Puente Genil  es un club de fútbol español de Puente Genil, en la provincia de Córdoba, España. Los colores del club son el rojo y el negro.El Puente Genil F.C juega sus partidos como local en el Estadio Manuel Polinario. En la temporada 2025/2026 jugará en Segunda Federación la cuarta categoría del fútbol español. 

## Historia
Fundado en 1939 , el Puente Genil Fútbol Club no tardó demasiado en alcanzar sus primeros y mayores logros deportivos. Corría el año 1956 cuando el equipo Pontanés consiguió el ascenso a la segunda división del fútbol Español, logrando así el que hasta hoy sigue siendo el mayor éxito de su historia.
Durante la temporada 1956-57 el club quedó encuadrado en el grupo II de la segunda división. Aquel año terminó en la posición 19.ª perdiendo la categoría y descendiendo a la tercera división.
{{}}

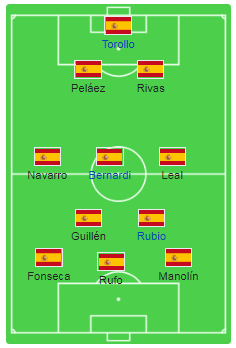

- Equipo del ascenso a la Segunda División 1955-56.

## Estadio
El Salerm Cosmetics Puente Genil juega sus encuentros como local en el estadio Manuel Polinario "Poli", un recinto deportivo que debe su nombre a un antiguo y célebre jugador de fútbol local que militó en diferentes clubes de la primera división del fútbol Español (Manuel Polinario).
Construido en 2007, el estadio cuenta con césped artificial de última generación, una capacidad para 2000 espectadores y demás instalaciones como oficinas, enfermería y almacenes.

## Equipación

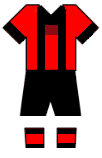
Primera equipación